# Niewir
Niewir (ukr. Невір, Newir) – wieś na Ukrainie, w obwodzie wołyńskim, w rejonie kamieńskim. W 2001 roku liczyła 532 mieszkańców/
Do 2020 roku w rejonie lubieszowskim. 